# Torre de Agüero
La torre de Agüero es una casona blasonada, del siglo XVII, en forma de torre de tres pisos, situada en la localidad de San Vicente de Toranzo (Cantabria, España).

## Descripción

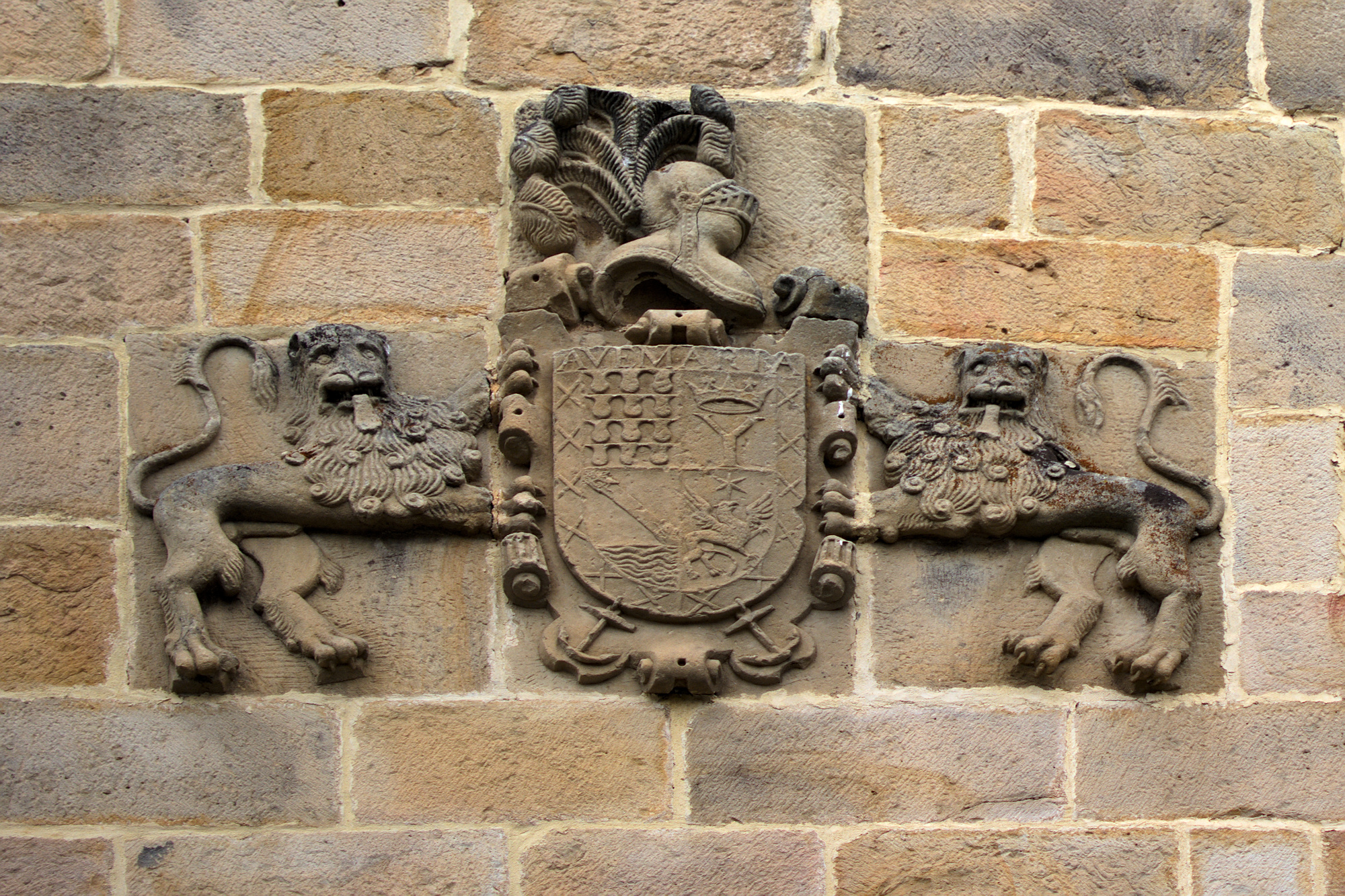
Escudo de armas de los Agüero, en la fachada principal

Se trata de una torre de planta cuadrangular, de tres pisos, cuya fachada sur está construida en sillería, siendo el resto de sus fachadas de sillarejo. En el segundo piso se encuentra el escudo familiar de los Agüero, en buen estado de conservación. La puerta principal se construye con arco de medio punto. Las ventanas son rectangulares. La torre está rematada por una moldura y el tejado, de teja de barro, a cuatro aguas. Adosada a la torre se encuentra una construcción más moderna, en piedra de sillarejo, cuya altura alcanza el segundo piso.

## Historia
Debido a sus características arquitectónicas, se estima su construcción en el siglo XVII. Perteneció a los Agüero, linaje cántabro del que destacó Pedro González de Agüero, armado caballero en 1330 por Alfonso XI. Su sepulcro yacente en madera se conserva en el Museo Diocesano de Santillana del Mar.
Fue declarada Bien de Interés Cultural en 1992.